# لازار جيانسي
لازار جيانسي (بالفرنسية: Lazare Gianessi)‏ (مواليد 9 نوفمبر 1925) هو لاعب كرة قدم. يلعب مع منتخب فرنسا لكرة القدم. سبق له أن لعب في كأس العالم لكرة القدم مع منتخب بلاده.

## روابط خارجية
- لازار جيانسي على موقع الاتحاد الدولي (مؤرشف)  (الإنجليزية)
- لازار جيانسي على موقع قاعدة بيانات كرة القدم.إي يو (الإنجليزية)
- لازار جيانسي على موقع ناشيونال فوتبول تيمز (الإنجليزية)
- لازار جيانسي على موقع Soccerway.com (الإنجليزية)
- لازار جيانسي على موقع عالم كرة القدم.نت (الإنجليزية)
- لازار جيانسي على موقع أوليمبيديا (الإنجليزية)